# Gentse Poort (Hulst)
De Gentse Poort is een van de stadspoorten van het Zeeuws-Vlaamse Hulst, Nederland. De poort dateert uit 1780 en droeg voorheen de naam 'Hospitaalpoort'. De Gentse Poort is bovenaan versierd met natuurstenen ornamenten. In het midden staat het wapenschild met de Generaliteitsleeuw van de Republiek der Zeven Verenigde Nederlanden. De poort is beschermd als rijksmonument.

## Afbeeldingen

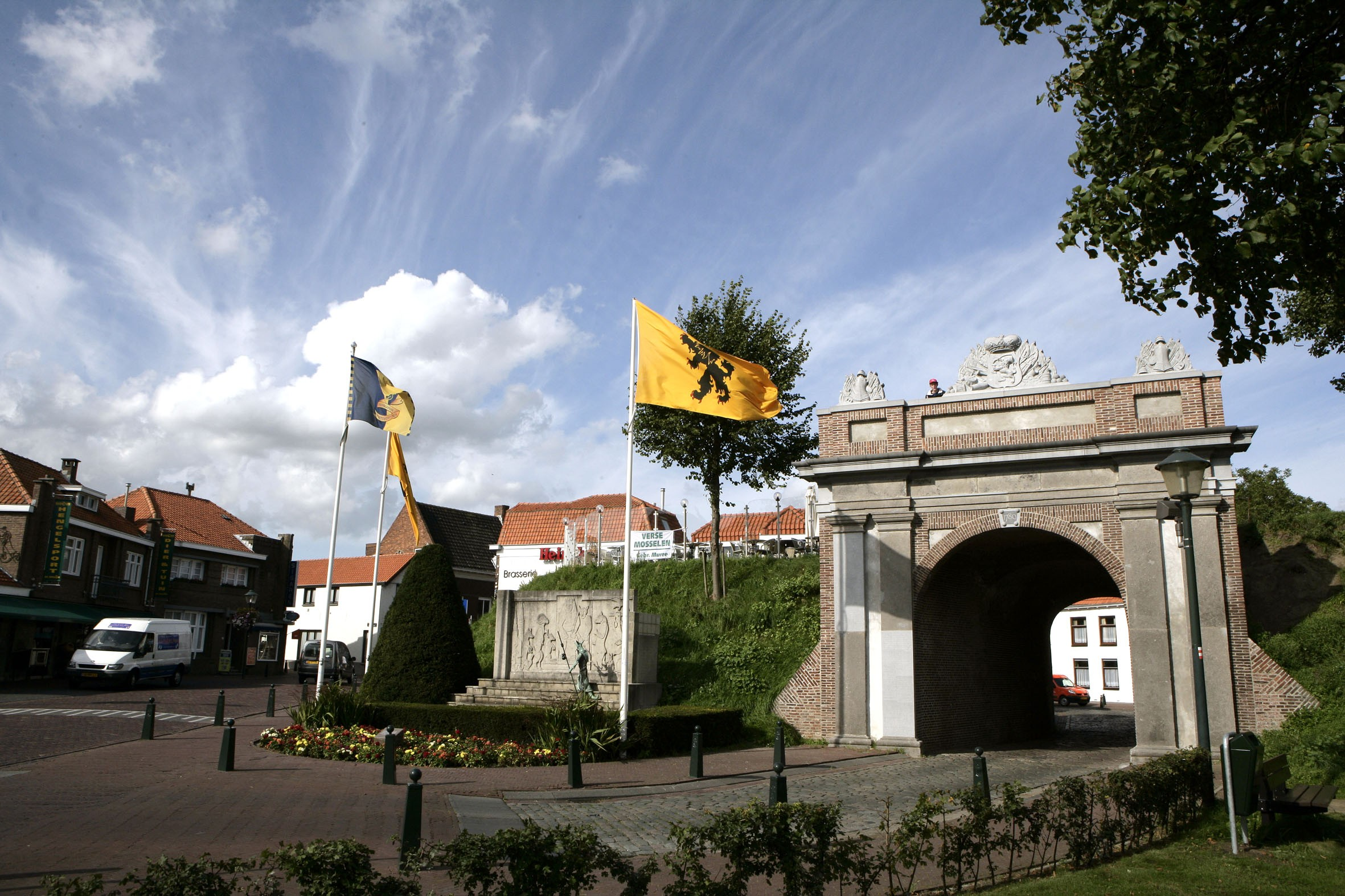
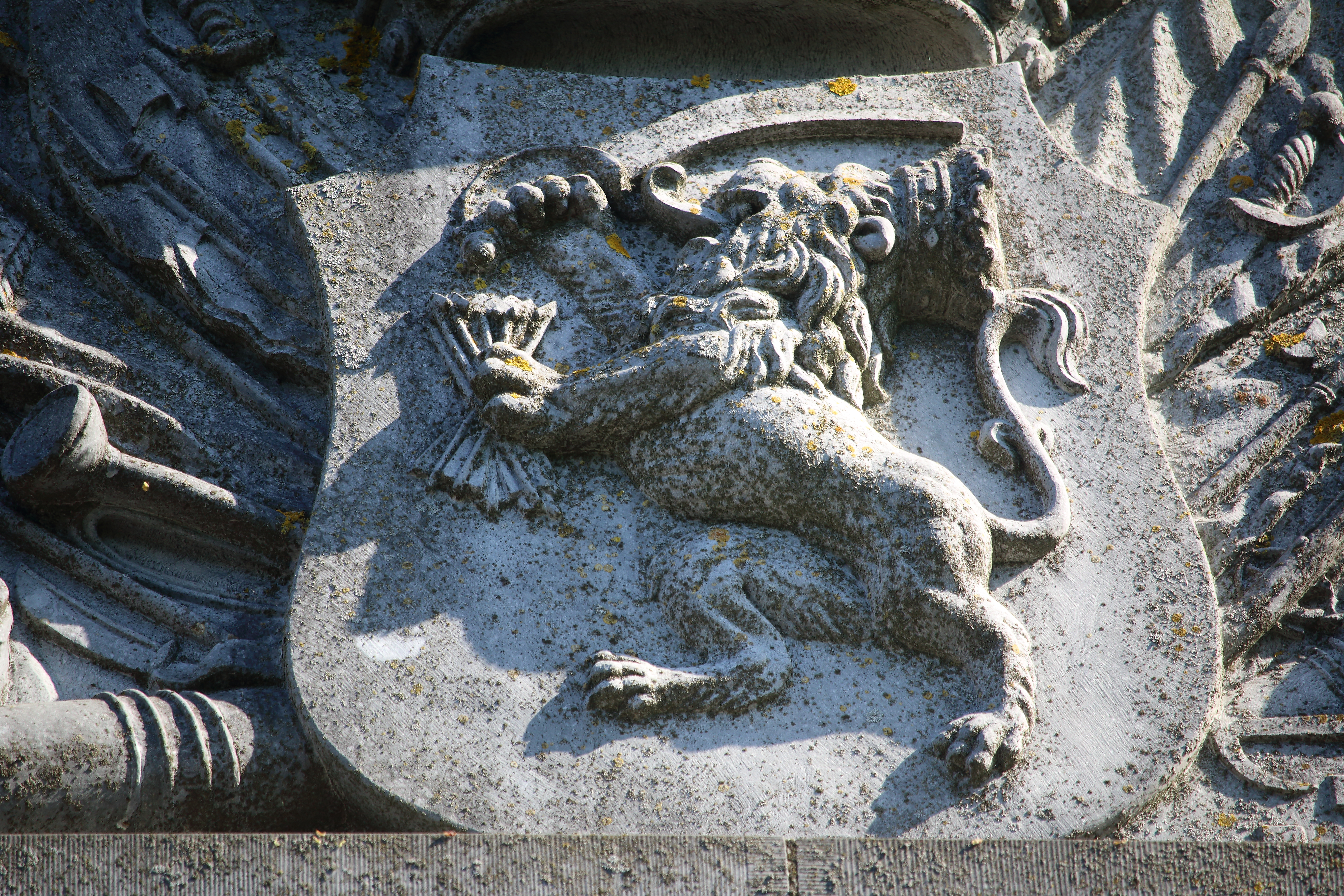